# Unter weißen Segeln – Abschiedsvorstellung
Unter weißen Segeln – Abschiedsvorstellung ist ein deutscher Fernsehfilm von Walter Bannert aus dem Jahr 2005. Der dritte Teil der Fernsehreihe Unter weißen Segeln wurde am 18. Februar 2005 im Programm Das Erste erstmals ausgestrahlt. Als Gastdarsteller sind Michael Degen, Gila von Weitershausen, Claudia Messner, Roswitha Schreiner, Ingo Naujoks, Oliver Tobias und Volker Bruch zu sehen. Christine Neubauer verkörpert Marlene, die Cruise-Managerin, und Horst Janson den Kapitän Bernd Jensen.

## Handlung
Der berühmte Konzertpianist und Hypochonder George Caspari, Gast an Bord des luxuriösen Viermasters Star Clipper, ist sehr beunruhigt von Symptomen Multipler Sklerose, die er an sich festgestellt hat. Das Ende seiner Karriere befürchtend möchte er sich während der Kreuzfahrt mit seinen Ex-Ehefrauen Ruth und Vera versöhnen. Allerdings wissen beide nichts von seinen Plänen, und als sie sich während der Reise begegnen, schlagen die Wellen zunächst hoch. Einige Turbulenzen sind zu überstehen, bis Ruth und Vera ihre Sympathien zueinander entdecken. Casparis Beschwerden werden mit Hilfe der Ärztin Vera als die Folgen eines Zeckenbisses diagnostiziert und einem harmonischen Miteinander des Trios steht nichts mehr im Wege.
Der verwitwete Kfz-Meister Axel Kwiatkowski ist mit dem Auftrag seiner verstorbenen Ehefrau unterwegs, Sand der Sphinx von Gizeh für ihr Grab in Berlin zu besorgen. Allerdings verliebt er sich an Bord in die lebenslustige Cornelia und beide haben bald den Verdacht, dass die im Jenseits weilende Verstorbene mit dieser Beziehung gar nicht einverstanden ist.
Cruise-Managerin Marlene wird von dem wohlhabenden Ägypter Yussuf heftig umworben und folgt seiner Einladung in den heimischen Palast. Nachdem ihre Rückkehr an Bord auf sich warten lässt, beschließt Kapitän Jensen, Marlene aus den Fängen des Orientalen zu befreien. Bald muss er beschämt feststellen, dass der kultivierte Yussuf keinerlei böse Absichten hatte.

## Kritik
TV Spielfilm sah ein „Reisemagazin mit Rahmenhandlung.“ Dabei handele es sich um „die wohl dümmste Episode der an Plattheiten nicht armen Seefahrt“. Michael Degen und Gila von Weitershausen „sprechen ihre hanebüchenen Drehbuchsätze mit Würde. Wer diese Produktion bei der ARD durchgewunken hat, gehört trotzdem kielgeholt.“